# Hayley Lewis

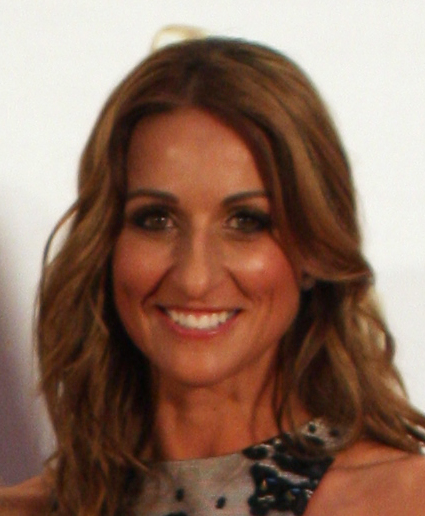
Hayley Lewis bei den Logie Awards 2011

Hayley Jane Lewis OAM (* 2. März 1974 in Brisbane, Queensland; seit ihrer Heirat Hayley Taylor) ist eine ehemalige australische Schwimmerin.
Lewis gelang der Durchbruch bereits im Alter von 16 Jahren, als sie bei den Commonwealth Games 1990 in Auckland fünf Goldmedaillen gewann, in den Disziplinen 200 m Freistil, 400 m Freistil, 200 m Schmetterling und 400 m Lagen sowie mit der australischen 4 × 200-m-Staffel. Außerdem holte sie eine Bronzemedaille über 200 m Lagen.
Ein Jahr später wurde sie bei den Schwimmweltmeisterschaften 1991 in Perth Weltmeisterin über die 200 m Freistil. Sie gewann zwei Silbermedaillen über 400 m Freistil und 400 m Lagen sowie eine Bronzemedaille über 200 m Schmetterling.
In ihrer späteren Karriere konzentrierte sie sich hauptsächlich auf die 800 m Freistil. Ihr bestes Resultat erzielte sie bei den Olympischen Spielen 1992 in Barcelona mit einer Silbermedaille, über 400 m Freistil gewann sie außerdem Bronze.
Danach wechselte sie auf die Langstrecke und trat bei den Schwimmweltmeisterschaften 2001 in Fukuoka über 5 km an, wo sie Dritte wurde. Sie plante, bei den Olympischen Spielen 2004 in Athen über die 10-km-Distanz anzutreten, aber diese Disziplin wurde aus dem olympischen Programm gestrichen. Deshalb beendete sie ihre Karriere am 22. November 2001.
1997 wurde sie in die Sport Australia Hall of Fame aufgenommen. Für ihre Verdienste um den Schwimmsport als Wettkämpfer und für die Gemeinschaft wurde sie 2003 mit der Medaille des Order of Australia ausgezeichnet.
Lewis führt eine eigene Schwimmschule, die ihren Namen trägt. Sie ist verheiratet und hat zwei Söhne, von denen Kai Taylor 2024 zwei olympische Medaillen gewann.